# Słowo o Stalinie

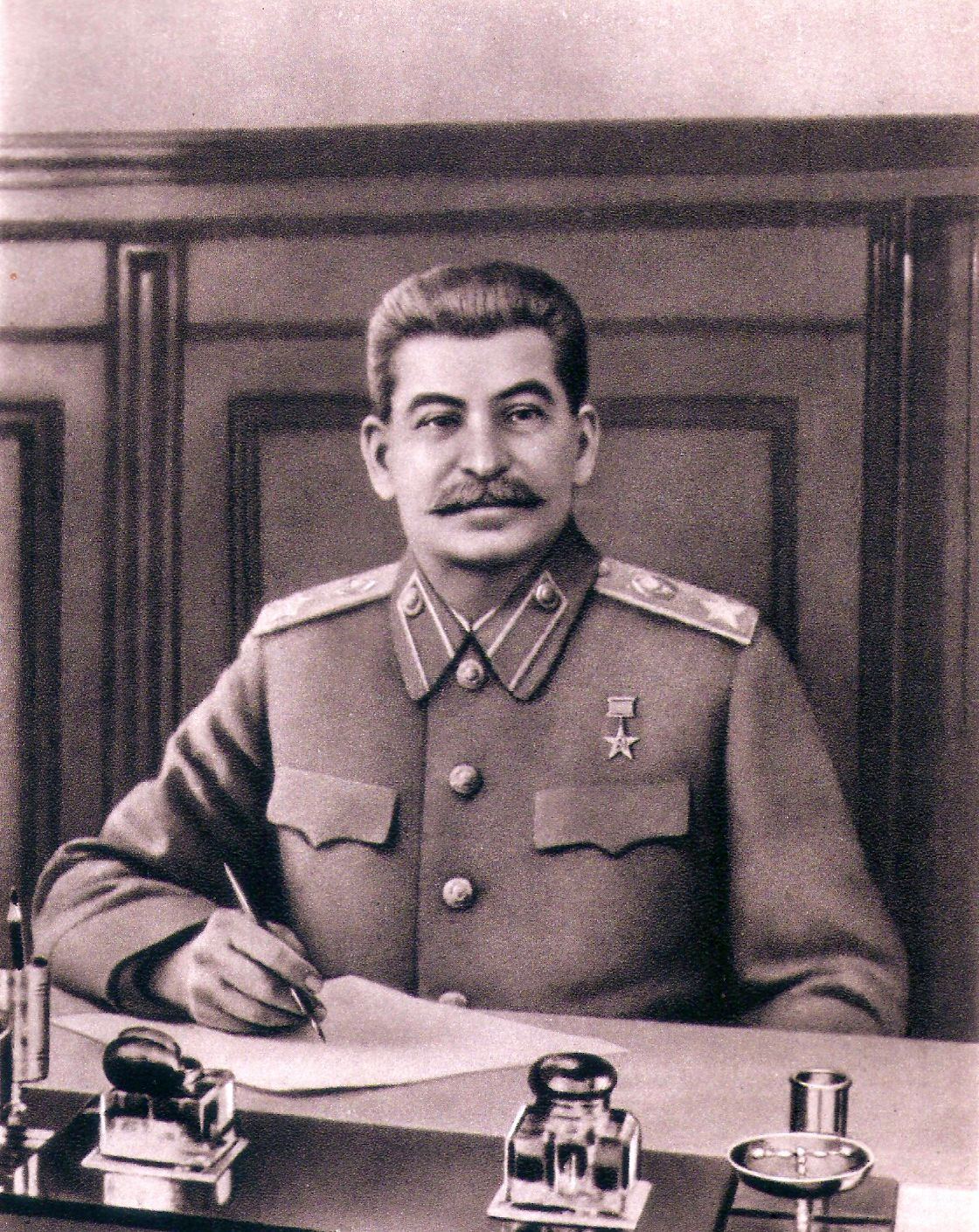
Portret Józefa Stalina – bohatera lirycznego poematu – z 1947 roku

Słowo o Stalinie – panegiryczny poemat autorstwa Władysława Broniewskiego z 1949 roku, który ukazał się pierwotnie w antologii Strofy o Stalinie. Wiersze poetów polskich wydanej z okazji 70. rocznicy urodzin przywódcy ZSRR. Słowo o Stalinie powstało w trakcie jednego, trwającego trzy dni, rauszu alkoholowego w dniach 10–12 grudnia 1949 roku.
Był to pierwszy utwór Broniewskiego poświęcony żyjącemu przywódcy politycznemu.

## Budowa i zawartość utworu
Poemat podzielony jest na 9 części. Część I poświęcona jest w całości XIX wiekowi, w którym swój początek miała myśl marksistowska. Część tę cechuje nieuporządkowanie formalne, które może być zinterpretowane jako odzwierciedlenie panującego w tym okresie chaosu.
Część II przywołuje rewolucję 1905 roku oraz rewolucję październikową, których sprawczość przypisywana jest Stalinowi.
W części III, traktującej o obronie Carycyna w okresie rewolucji (wojny domowej) i późniejszej obronie Staliningradu podczas II wojny światowej, wprowadzony zostaje popularny dla nurtu socrealizmu motyw rewolucji jako parowozu dziejów, który w poemacie powtarza się następnie kilkakrotnie.
Część IV opisuje rozwój technologiczny ZSRR za rządów Józefa Stalina oraz przywołuje groźbę wojny nuklearnej ze strony państw Zachodu.
W części V Stalin zostaje nazwany maszynistą rewolucji, natomiast już w części VI następuje jego pełne utożsamienie z rewolucją, która ostatecznie wygrywa – nastaje kres starego świata. Część VI jest jednocześnie zakończeniem głównego korpusu utworu. Następuje w niej największe nagromadzenie elementów pochwalnych.
Następne trzy części traktować można jako aneks do poematu. Część VII – poświęcona przyjaźni polsko-radzieckiej – jest jedyną, w której podmiot liryczny wypowiada się w pierwszej osobie.
Część VIII zasadniczo wyróżnia się na tle pozostałych, gdyż tworzy ją dziewięć zdań sformułowanych w sposób przypominający prasowe informacje bądź hasła wiecowe, które mają za zadanie uwydatnić znaczenie Stalina dla klasy robotniczej na całym świecie. Imię Stalina w tej strofie zostało każdorazowo napisane wersalikami.
Wieńcząca utwór część IX stanowi pochwałę postępu oraz Stalina, będąc jednocześnie wyrazem nadziei nastania trwałego pokoju.

## Odbiór
Poemat uważany jest za jedno z najważniejszych i najlepszych dzieł polskiego socrealizmu. Zajął pierwsze miejsce w zamkniętym konkursie literackim ogłoszonym przez władze polskie z okazji urodzin Stalina, wygrywając m.in. z utworami Juliana Tuwima, Konstantego Ildefonsa Gałczyńskiego, Zofii Nałkowskiej czy Jarosława Iwaszkiewicza. Do słów utworu Alfred Gradstein stworzył kantatę na chór męski.
Choć pierwotnie poemat został pozytywnie przyjęty przez ówczesną krytykę, to na przestrzeni lat za sprawą zmiany realiów jego odbiór drastycznie się zmienił – Słowo o Stalinie stało się utworem kompromitującym autora. Dla samego Broniewskiego początkowo był to utwór niezwykle ważny, jednak z czasem zaczął wstydzić się jego powstania.